# Jan z Jičína
Jan z Jičína, niem. Johann von Jitschin (zm. po 1423) – czeski szlachcic, reformator religijny, jeden z pionierów husytyzmu.

## Biografia
Był synem rycerza czeskiego Jana z Jičina i jego nieznanej bliżej pierwszej małżonki.  Około 1404 był uczniem Mikołaja z Drezna i otrzymał tytuł bakałarza, a w 1408 tytuł mistrza sztuk wyzwolonych na Uniwersytecie Karola w Pradze. W tym czasie nawiązał też kontakty z reformatorami Kościoła. Zgodnie z relacją Jana Długosza, 15 lipca 1410 uczestniczył w bitwie pod Grunwaldem, pomagając królowi polskiemu Władysławowi II Jagielle w zamian za dobrodziejstwa uczynione ojcu Jana przez polskiego władcę.
W 1410 wraz z Janem Husem napisał dzieło De materia et forma. W dziele Anaxagoras Jan z Jičína rozważał problem gatunków literackich, postawiony przez Jana Husa w Quodlibet. Według Jana z Jičína: "Utrum materia prima est idem compositum in numero cum forma an informis" (Pierwotną materią jest zbiór różnorodnych form lub bezforemność). Rok później odpowiedział Michalowi Čížkowi z Malenic, że "Utrum universalia in essendo possunt suscipere predicacionem accidentalem" (Twierdzenia ogólne mogą powodować powstawanie przypadkowych hipotez).
W 1412 wygłosił w Kaplicy Betlejemskiej w Pradze pochwałę trzech zamordowanych reformatorów: Jana, Martina i Staška, jako pierwszych męczenników husytyzmu. Ta jego przemowa pt. Oni są świętymi zachowała się do dziś.
Był jednym z pierwszych kapłanów taboryckich (wymieniony jako taki w 1415 w Sezimovo Ústí). W Táborze, gdzie zwalczał kontrowersyjną grupę religijną adamitów, opublikował w 1421 wspólnie z Mikulášem Biskupcem pismo potępiające tezy pikardów, reprezentowane przez księdza Mikołaja i apelował do Jakubka ze Stříbra i Jana z Příbrami o rozstrzygnięcie kwestii eucharystii z pikardami. Ostatnia wzmianka o Janie z Jičína pojawiła się w 1423.
Jan z Jičína był dwukrotnie żonaty. W 1423 poślubił córkę swej macochy Elżbiety z Pilczy Ofkę, która wniosła mężowi w posagu dobra tyczyńskie. Po rychłym zgonie pierwszej małżonki w 1424, Jan ożenił się ponownie. Drugą żoną Jičínskiego została księżniczka opawska Agnieszka, córka Przemka I.